# Hubert van Ravesteyn
Hubert van Revsteyn (Dordrecht, 1640-Dordrecht, 1691) fue un pintor neerlandés. Sus cuadros llevan el monograma H. R.; los de la primera parte de su vida tienen vivo colorido y los últimos son parduscos, al estilo de los Saftleven y Sorgh. Se distinguió en la naturaleza muerta y en el paisaje.

## Referencias

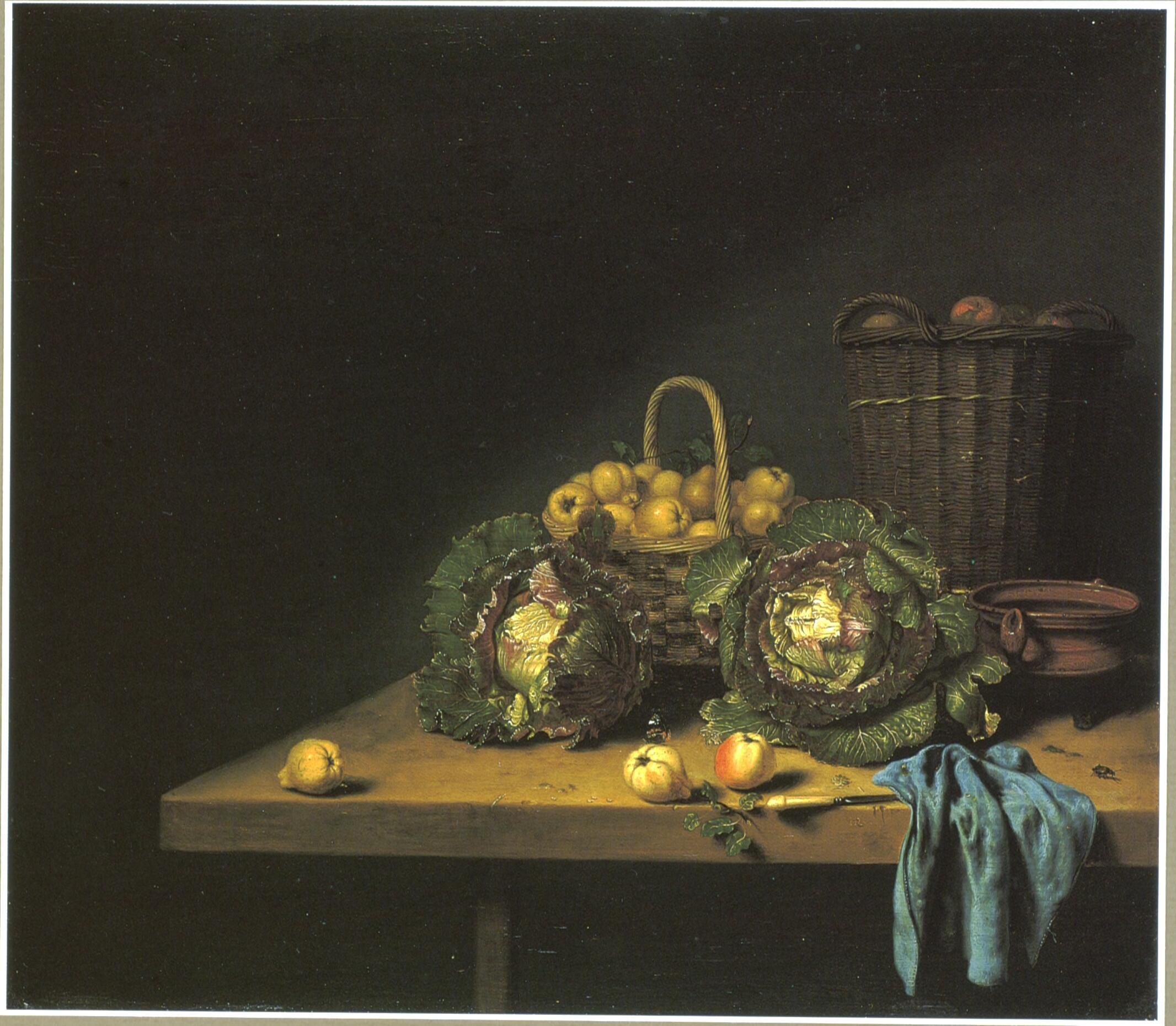
Naturaleza muerta con frutas y verduras, óleo sobre tabla,33,1 x 37,9 cm, museo de Dordrecht (circa 1670)